# Saadia
Saadia, Sa'dia (arabisch سعدية oder السعدية) ist ein arabischer Vorname mit der Bedeutung „glücklich“.

## Verbreitung
In Deutschland ist der Name eher selten anzutreffen. In den letzten 10 Jahren wurde er etwa 20 Mal gewählt. Den Namen tragen in der Schweiz 135 Personen (Stand 2023). In Österreich kommt der Name sehr selten vor, ab 1984 wurde er nur im Jahr 2006 und 2016 vergeben.
In Frankreich ist der Name seit Mitte der 1950er Jahre jährlich in den Vornamenscharts vertreten. Rund 880 Mal wurde er von 1930 bis 2023 vergeben. Seit Ende der 1960er Jahre kommt der Vorname Saadia in der niederländischen Namensgebung vor. Er wird zwar regelmäßig vergeben, aber in einem eher geringen Umfang. Der Name ist in Schweden ein mäßig beliebter Name, dahingegen ist er in Dänemark und Norwegen eher selten anzutreffen.
Der Name kommt in den USA seit Mitte der 1950er Jahre fast jedes Jahr in den Hitlisten vor. Von 1930 bis 2023 wurden circa 650 Kinder so genannt. Außerdem taucht Saadia in den Hitlisten von England, Schottland und Kanada immer wieder auf.

## Namensträger
- Saadia Bentaïeb (* 1956), französische Schauspielerin
- Saadia Gaon (* 882 im oberen Ägypten; † 942 in Sura (Babylonien)) Gaon und Rabbiner
- Saadia Marciano (1950–2007), israelischer Politiker

### Familienname
- Amélie Saadia, Opern- und Chansonsängerin der Stimmlage Mezzosopran

## Film
Saadia US-amerikanischer Film aus dem Jahre 1953